# Aurel Vlad

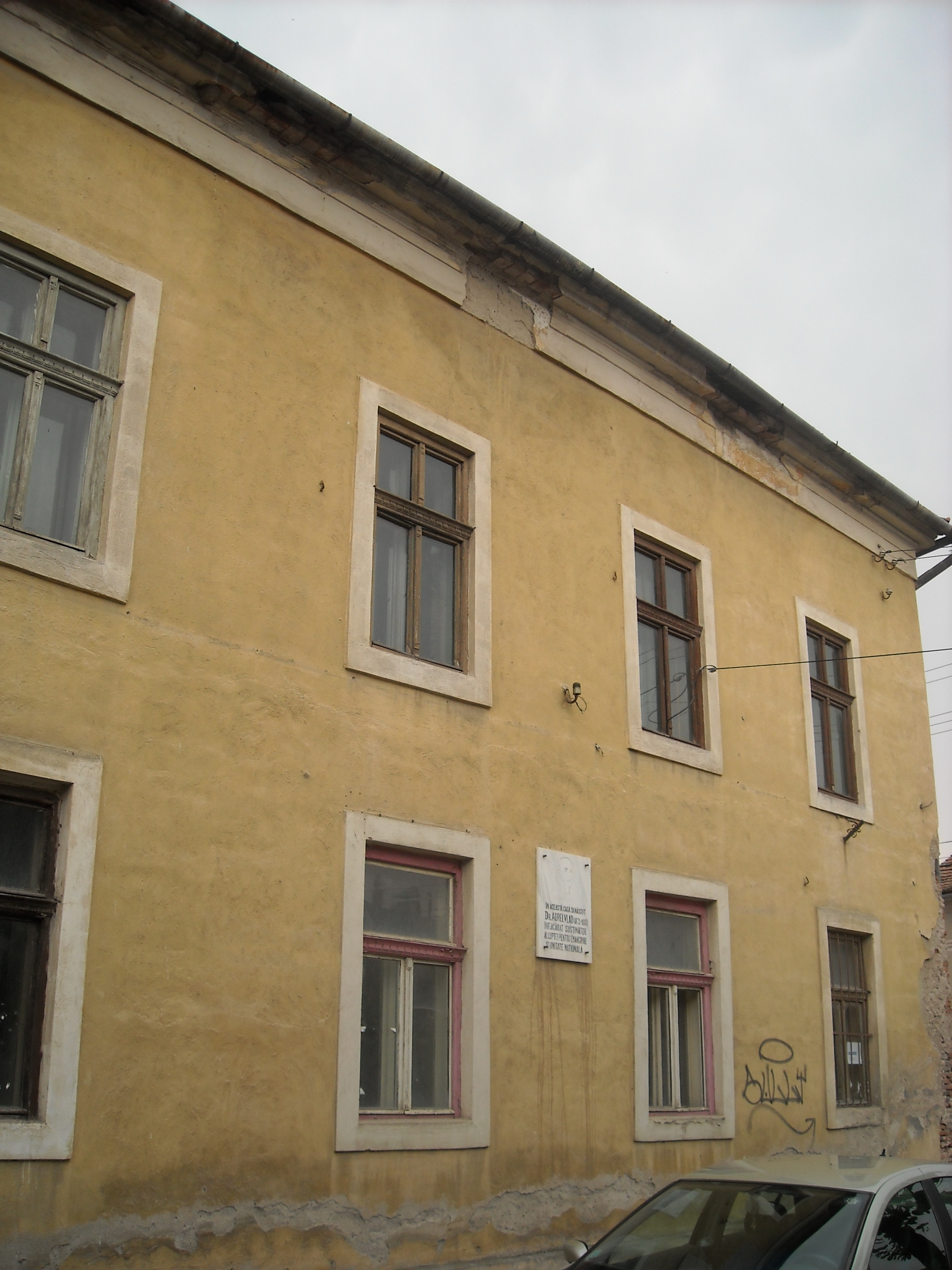
Aurel Vlad szülőháza Tordoson

Aurel Vlad (Tordos, 1875. január 25. – Máramarossziget, 1953. július 2.)  román ügyvéd, politikus, az első világháború után az erdélyi román kormányzótanács tagja, később  román pénzügy-. majd kultuszminiszter.

## Életpályája
Anyai ágon George Bariț unokája. Szászvároson járt iskolába, itt végezte el 1893-ban kitűnő eredménnyel a református gimnáziumot. Ezután Budapesten folytatott jogi tanulmányokat. 1897 és 1899 között Hátszegen gyakornokoskodott. 1899-ben Budapesten doktorált. 1990. október 1-jén Déván ügyvédi irodát nyitott. 1901-től Déván bankigazgató. 1903-ban megnyerte a dobrai időközi választásokat, és bekerült a magyar parlamentbe. Az első világháború kitörésekor visszavonult bábolnai birtokára.  1918. december elsején részt vett a gyulafehérvári román nagygyűlésen, tagja lett a másnap megalakult erdélyi román kormányzótanácsnak.

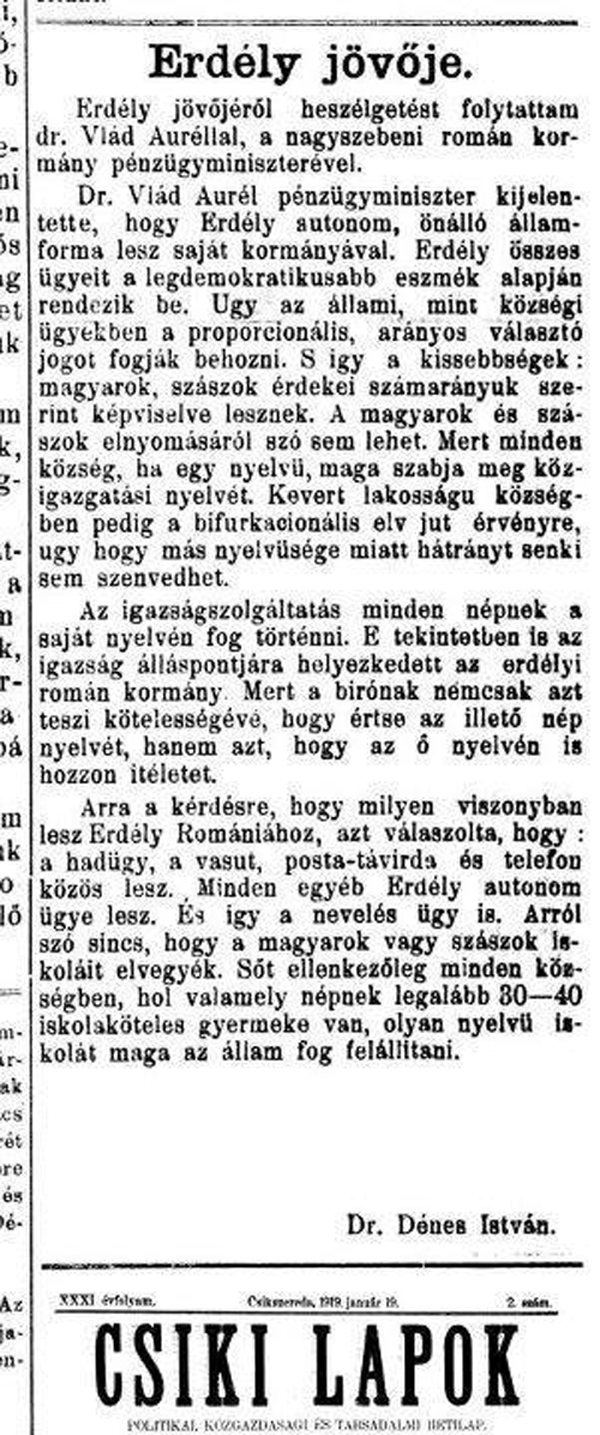
Dénes István interjúja Aurel Vladdal 1919-ben. A megszálló román hatalom cenzúrája töröltette a cikk utolsó mondatait.

Romániában 1919-ben a Román Nemzeti Párt megnyerte a választásokat, Aurel Vlad pénzügyminiszterként tagja lett a kormánynak. Rá egy évre pártja ellenzékbe szorult, ezért független politikusként tevékenykedett tovább. 1928-tól kultuszminiszter Iuliu Maniu kormányában.
1930-ban lemondott, mivel hosszabb kezelésre Bécsbe ment. 1938-ban, hivatkozva az uralkodó politikai anarchiára, visszavonult a politikától. 1939-ben a bábolnai és algyógyi birtokára vonult vissza. 1944 tavaszán levélben kérte a királyt, hogy hozza meg a szükséges döntéseket a katasztrófa elkerüléséért, amelybe a háború az országot sodorja.
A kommunista hatalomátvétel után, 1950. május 5-én éjjel Aurel Vladot letartóztatták, vagyonát elkobozták. 1953-ban halt meg a máramarosszigeti börtönben.

## Kitüntetései
- A király által adományozott Ferdinand I-érdemrend, 1931. május 6.
- Hűséges Szolgálat Érdemrend (Ordinul „Serviciul Credincios” în grad de Mare Ofiţer), 1939